# Никита Кожемяка (фильм, 2017)
«Никита Кожемяка», в зарубежном прокате «Драконьи чары» (англ. The Dragon Spell) — украино-андоррский 3D-анимационный фильм-фэнтези, снятый Мануком Депояном по мотивам одноимённой сказки Антона Сияники. Премьера ленты в Украине состоялась 13 октября 2016 года, в России — 27 апреля 2017. Фильм рассказывает о мальчике Никите, который должен спасти мир людей и мир магии от ведьмы.
В августе 2017 года лента приняла участие в отборе на выдвижение фильма от Украины на юбилейную 90-ю кинопремию «Оскар» Американской академии кинематографических искусств и наук в категории «Лучший фильм на иностранном языке».

## Роли озвучивали

##### Основные персонажи
- Арсен Шавлюк — Никита Кожемяка
- Виктор Андриенко — летучая мышь Эдди
- Руслана Писанка — Ведьма / Сиринга
- Сергей Сивохо — Дракон
- Василий Вирастюк — Кирилл Кожемяка

##### Другие персонажи
- Анна Соболева — Рокки
- Юрий Высоцкий — Даниил
- Светлана Шекера — Мария Кожемяка
- Владимир Плахов — Богдан Кожемяка / Каменный страж
- Marc Thompson — Камикадзе
- Матвей Николаев — тролль Тать
- Андрей Соболев — ребята
- Кирилл Никитенко — рассказчик

## Роли дублировали
- Никита Киоссе — Никита Кожемяка
- Валерий Сторожик — тролль Фолки
- Александр Зачиняев — Эдди
- Лариса Некипелова — Ведьма / Сиринга
- Александр Белый — дракон
- Владимир Антоник — Кирилл Кожемяка
- Василиса Воронина — Рокки
- Ольга Голованова — Мария Кожемяка
- Антон Савенков — Богдан Кожемяка
- Евгений Рубцов — тролль Тать
- Станислав Стрелков — рассказчик

## Производство
Разработка проекта под названием «Никита Кожемяка и огненный цветок» началась в 2007 году. Но во время подготовки к созданию пришлось полностью изменять весь процесс производства компьютерной графики, на что у инвесторов не хватило денег. Впоследствии финансово-экономического кризиса фильм остался без финансирования. Работа была возобновлена в 2011 году, когда авторы ленты нашли инвесторов на Украине.
Продюсеры наняли команду из отечественных специалистов, способных переработать уже готовых персонажей. Но за неимением опыта работу над «Никита Кожемяка» снова было остановлено. «Шот, над которым работали 2 месяца, должен был длиться 4 минуты, а ребята успели сделать всего 40 секунд. Так мы пережили второй кризис — грубое расставания с отделом визуализации», — заявил один из продюсеров. После этого производство фильма было возобновлено по чёткому графику. Анимация создавалась в Киеве, Харькове и Одессе, а рендеринг проводился на студии в Киеве.
Сценарий и съемки делались на английском языке из-за того, что «дублировать на английский после украинского озвучивания значительно сложнее, чем наоборот, в силу специфики английской фонетики и лексики». После общения с зарубежным консультантом-сценаристом авторы картины решили сократить количество героев, так как «их было слишком много, из-за чего тормозился сюжет».
Постановкой анимационных сцен занимался Виктор Андриенко, который также озвучил нескольких персонажей, в частности друга главного героя летучей мыши Эдди. По словам одного из продюсеров над фильмом работали более 200 человек.

##### Бюджет
Общая смета проекта — $ 4 миллиона. Из них Госкино профинансировало 4 миллиона гривен.

##### Музыка
Музыку к фильму написал Сергей Круценко. Также был привлечен оркестр, насчитывавший 62 человека.

##### Саундтрек
Специально для фильма было записано 7 песен, главную из которых выполняет певица Злата Огневич.

## Прокат
Изначально выход ленты в украинский широкий прокат планировался на декабрь 2016 и ее прокатчиком должен был быть B&H. Впоследствии украинскую премьеру ленты перенесли на 13 октября 2016 года, а украинского прокатчика изменили с B&H на UFD. Одной из причина переноса украинской премьеры киноленты могло быть желание новых прокатчиков из компании UFD не конкурировать с другим украинским семейным-фильмом, «Сторожевой заставой» Юрия Ковалева, который должен был выйти в прокат 22 декабря 2016 но премьеру которого впоследствии также перенесли на 12 октября 2017 года.
Производитель ленты студия «Panama Grand Prix» сообщил, что «Никита Кожемяка» принял участие в Каннском кинорынке и получил контракты на кинотеатральный показ в 15 странах мира, в частности в Великобритании, Китае, Японии, Южной Кореи, Польши, Болгарии, Турции.
Телепремьера «Никиты Кожемяки» состоялась на Новом канале 13 мая 2017.

## Кассовые сборы
- Всего — $1,983,590
- Польша — $565,566
- Южная Корея — $510,853
- Украина — $437,635 (201,757 зрителей)
- Турция — $169,297
- Россия — $142,240
- Латвия — $55,291
- Эстония — $46,650
- ОАЭ — $40,372
- Венгрия — $15,689

## Продолжение
В июне 2013 года продюсер Дмитрий Белинский заявил, что планируется снять два продолжения, но их сюжет будет окончательно утвержден только после того, как станет известным бокс-офис первой части.

## Награды и номинации
| Список наград и номинаций              | Список наград и номинаций | Список наград и номинаций | Список наград и номинаций | Список наград и номинаций | Список наград и номинаций |
| Кинопремия                             | Дата церемонии            | Категория                 | Номинант(ы)               | Результат                 | Ист                       |
| -------------------------------------- | ------------------------- | ------------------------- | ------------------------- | ------------------------- | ------------------------- |
| Национальная кинопремия «Золота дзиґа» | 20.04.2017                | Лучший анимационный фильм | Никита Кожемяка           | Победа                    |                           |